# Gerald Madkins
Gerald Madkins jr. (Merced, Califòrnia, 18 d'abril de 1969) és un exjugador de bàsquet nord-americà. Amb 1.93 d'alçada, jugava en la posició d'escorta.

## Carrera esportiva
Va començar a jugar el 1987 a l'equip de la UCLA de la NCAA, i l'any 1992 fitxa pels Grand Rapids Hoops de la CBA. El 1993 va signar contracte amb els Cleveland Cavaliers, on hi va jugar fins al mes de desembre de 1994, quan va ser tallat, fitxant pels Grand Rapids Mackers de la CBA. En el mes de març de 1996 fitxaria pel Joventut de Badalona de la Lliga ACB, fins a final de temporada, quan canviaria d'aires i passaria a jugar amb el Pitch Cholet de la lliga francesa la temporada següent. En el mes d'octubre, però, s'incorporaria com agent lliure als Atlanta Hawks de l'NBA, tot i que seria tallat sense debutar. Alternaria des de llavors algunes aparicions a l'NBA combinades amb partits en equips de la CBA, fins que el 1998 tornaria a Badalona. Va jugar 11 partits amb els verd-i-negres abans de ser tallat per Nikola Loncar. Madkins va tornar als Estats Units, a la CBA, i es va retirar als 30 anys. Després va entrenar a Califòrnia State i va ser ajudant a UCLA, per passar després al món dels observadors, treballant per a diverses franquícies de l'NBA.